# Гуди, Джек
Сэр Джек Гуди (англ. John Rankine Goody; 27 июля 1919, Уэлвин-Гарден-Сити, Хартфордшир — 16 июля 2015, Кембридж) — британский антрополог и социолог. С 1973 по 1984 год кембриджский William Wyse Professor of Social Anthropology Кембриджа. Член Британской академии (1976), иностранный член Национальной АН США (2004). Рыцарь-бакалавр (2005).

## Биография
Окончил школу в Сент-Олбансе. В 1938 году поступил в Кембридж на отделение английской литературы, однако его учёбу прервала война: он воевал в Северной Африке, попал в плен, три года провёл в лагере. После войны перевёлся на отделение археологии и антропологии, которое и окончил в 1946 году. Изучал народ гонжа в северной Гане, перешёл к сравнительным исследованиям. Как отмечают, он начинал как этнограф высокоэгалитарных обществ в Африке к югу от Сахары — и понял, что ряд внутренних институтов и способов передачи собственности отличает Африку как от Европы, так и от великих цивилизаций Азии.
Область научных интересов — антропология семьи и родства, антропология секса и питания, сравнительное исследование письменных культур. Большое значение для междисциплинарного исследования коммуникаций имел изданный им сборник Грамотность в традиционных обществах (1968), куда, среди прочего, вошла его основополагающая статья Последствия грамотности (1963, в соавторстве с филологом-англистом Йеном Уоттом).
Труды Дж. Гуди переведены на многие языки. Награждён орденом Академических пальм (Франция, 1993) и Орденом Искусств и литературы (Франция, 2001).

## Избранные труды
- Death, Property and the Ancestors: A Study of the Mortuary Customs of the LoDagaa of West Africa (1962)
- Comparative Studies in Kinship (1969)
- The Myth of the Bagre (1972)
- Culture and Communication: The Logic by which Symbols are Connected (1976)
- Production and Reproduction. A Comparative Study of the Domestic Domain (1976)
- The Domestication of the Savage Mind (1977)
- Cooking, Cuisine and Class. A Study in Comparative Sociology (1982)
- The development of the family and marriage in Europe (1983)
- The Logic of Writing and the Organization of Society (1987)
- The Interface between the Written and the Oral (1990)
- The Oriental, the Ancient and the Primitive (1990)
- The Culture of Flowers (1993)
- The East in the West [1996)
- Representations and Contradictions. Ambivalence Towards Images/ Theatre/ Fiction/ Relics and Sexuality (1997)
- Food and Love. A Cultural History of East and West (1998)
- The Power of the Written Tradition (2000)
- Capitalism and Modernity (2004)
- Islam in Europe (2004)
- The Theft of History (2006)
- Гуди Джек. Похищение истории = Jack Goody. The Theft of History. — М.: Весь Мир, 2015. — 432 с. — ISBN 978-5-7777-0657-7.